# Combe de Gouville
La Combe de Gouville est une combe du plateau de Chenôve dans l'arrière-côte de Dijon, sur les communes de Chenôve et Marsannay-la-Côte, dans le département de la Côte-d'Or

## Statut
Le site est classé Zone naturelle d'intérêt écologique, faunistique et floristique de type I, sous le numéro régional n°00020006.

## Description
Le site présente un ensemble de milieux naturels variés: bois, éboulis, pelouses calcaires.
On y trouve des sentes qui sont utilisées par les VTTistes locaux en mode Descente (DH) et Freeride (FR), elles sont discrètement balisées d'une peinture jaune et marron.
Une magnifique source est localisée sur le haut de la Combe, non loin du château. Cette source est une résurgence sur une couche argileuse. La zone est particulièrement appréciée par la faune sauvage locale, qui y trouve une rare zone d'abreuvage.  

## Espèces remarquables

### Oiseaux
Perdrix rouge, engoulevent d'Europe, alouette lulu

### Flore
Scutellaire des Alpes, Inule des montagnes, micrope droit.

## Sites connexes
- Arrière côte de Dijon et de Beaune, site Natura 2000.
- Côte dijonnaise.